# نورد استریم ۲
نورد استریم ۲ (روسی: Северный поток — ۲) یک خط لوله انتقال گاز طبیعی به طول ۱۲۳۴ کیلومتر از روسیه به آلمان است که از طریق دریای بالتیک می‌گذرد و توسط گازپروم و چندین شرکت انرژی اروپایی تأمین مالی می‌شود. ساخت خط لوله جدید در سال ۲۰۱۱ برای توسعه خط نورد استریم و دو برابر کردن ظرفیت سالانه به ۱۱۰ میلیارد متر مکعب (۳٫۹ تریلیون فوت مکعب) آغاز شد. خط لوله نورد استریم ۲ در سپتامبر ۲۰۲۱ تکمیل شد، اما هنوز وارد خدمت نشده‌است. برنامه‌ریزی و ساخت این خط لوله به دلیل ترس از اینکه روسیه از آن برای مزیت ژئوپلیتیکی با اروپا و اوکراین استفاده کند، درگیر جنجال‌های سیاسی بود.
در واکنش به اعلام ولادیمیر پوتین مبنی بر به رسمیت شناختن جمهوری خلق دونتسک و جمهوری خلق لوهانسک توسط روسیه و استقرار نیروها در این مناطق، اولاف شولتس، صدراعظم آلمان، صدور گواهینامه نورد استریم ۲ را در ۲۲ فوریه ۲۰۲۲ به حالت تعلیق درآورد.

## مسیر
نورد استریم ۲ از ایستگاه کمپرسور اسلاویانسکایا در نزدیکی بندر Ust-Luga، واقع در ۲٫۸ کیلومتری (۱٫۷ مایلی) جنوب شرقی روستای Bolshoye Kuzyomkino (Narvusi) در بخش کینگیسپسکی استان لنینگراد، در منطقه تاریخی اینگریا نزدیک به مرز استونی امتداد یافته و در شبه‌جزیره کورگالسکی در ساحل خلیج ناروا وارد خشکی می‌شود. به جز بخش روسیه و دانمارک، مسیر نورد استریم ۲ عمدتاً مسیر نورد استریم ۱ را دنبال می‌کند.

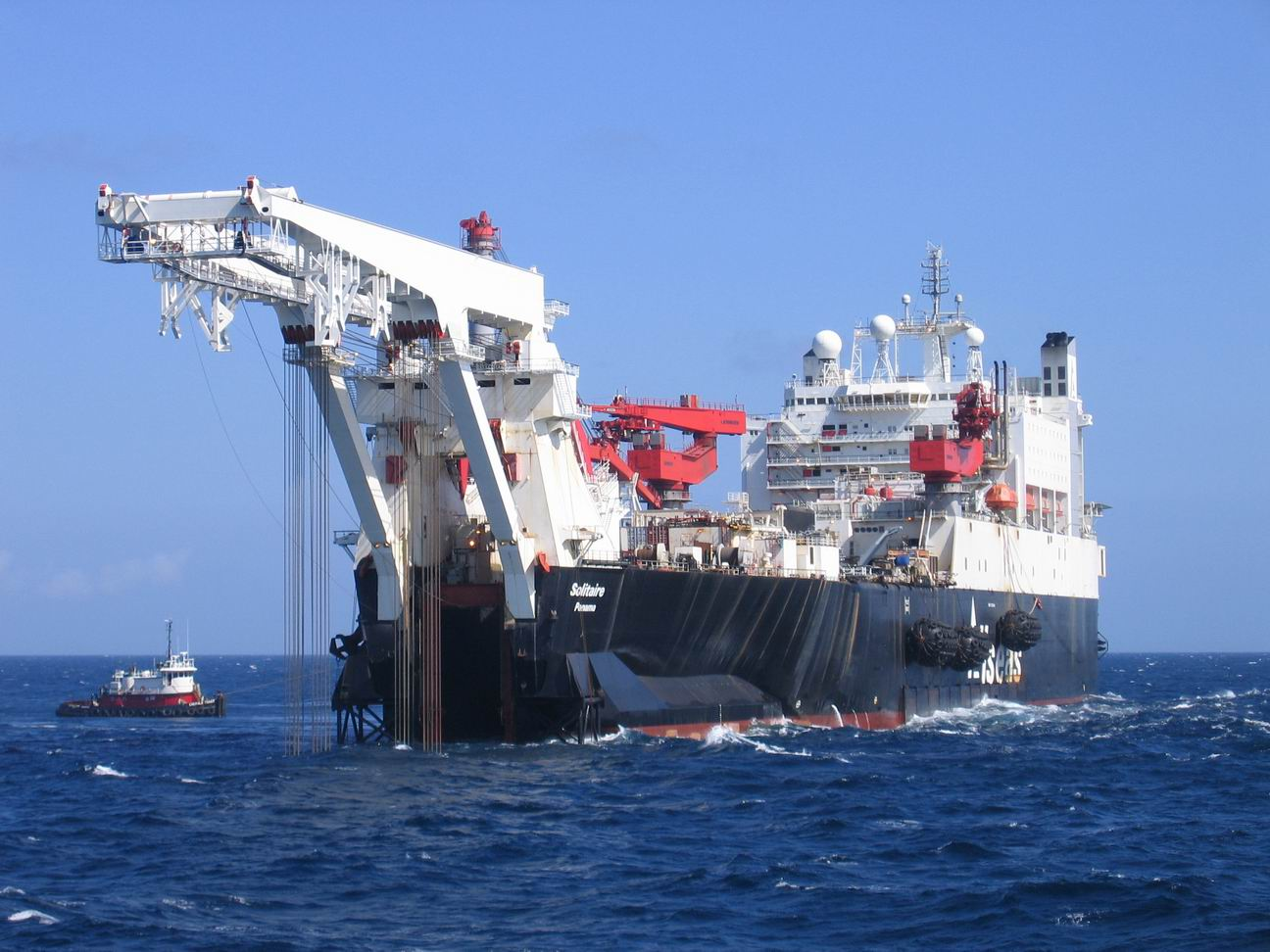
کشتی شرکت آلسیز که کار بارگذاری خط لوله را در دریای بالتیک انجام داد

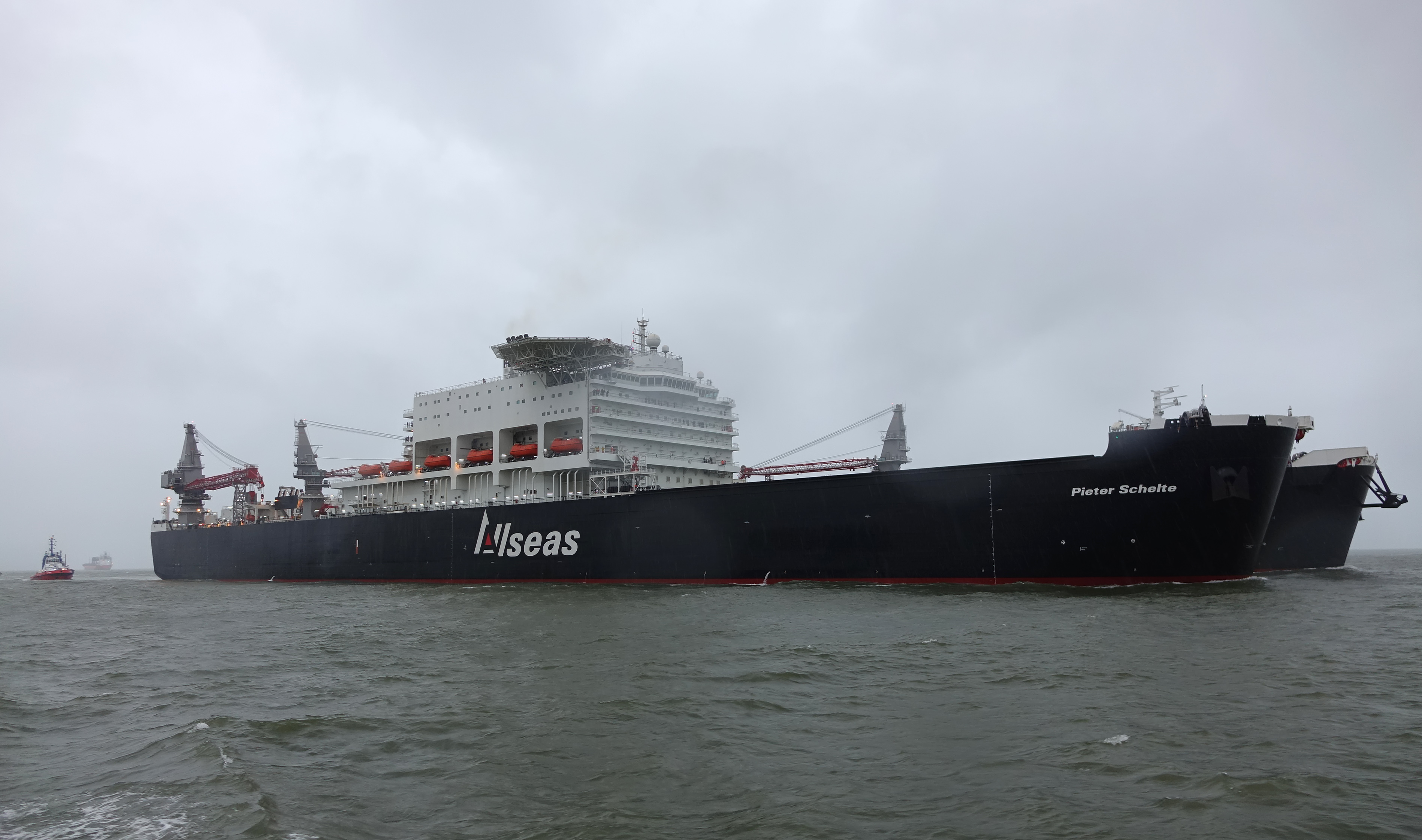
پایونیرینگ اسپریت یکی از کشتی‌هایی بود که در لوله‌کشی شرکت داشت

| کشور           | درازا       | توضیح                                                              | مجوز | ساخت و ساز            |
| -------------- | ----------- | ------------------------------------------------------------------ | --- | --------------------- |
| فدراسیون روسیه | ۱۱۸ کیلومتر | ورود به خشکی، دریای بالتیک (آب‌های سرزمینی)                         | |                       |
| فنلاند         | ۳۷۴ کیلومتر | دریای بالتیک (منطقه انحصاری اقتصادی)                               | ۵ آوریل ۲۰۱۸ موافقت دولت برای استفاده از EEZ فنلاند، مجوز ۱۲ آوریل ۲۰۱۸ برای ساخت و بهره‌برداری خط لوله طبق قانون آب | ۲۱ اوت ۲۰۱۹ تکمیل نصب |
| سوئد           | ۵۱۰ کیلومتر | دریای بالتیک (منطقه انحصاری اقتصادی)                               | ۷ ژوئن ۲۰۱۸ مجوز ساخت و بهره‌برداری برای بخش سوئدی مسیر                                                              |                       |
| دانمارک        | ۱۴۷ کیلومتر | دریای بالتیک (منطقه انحصاری اقتصادی)                               | ۳۰ اکتبر ۲۰۱۹ آژانس انرژی دانمارک مجوز ساخت مسیر جنوب شرقی را صادر کرد                                              |                       |
| آلمان          | ۸۵ کیلومتر  | دریای بالتیک (منطقه انحصاری اقتصادی و آب‌های سرزمینی)، ورود به خشکی | ۳۱ ژانویه ۲۰۱۸ |                       |